# Disinformazione sul SARS-CoV-2

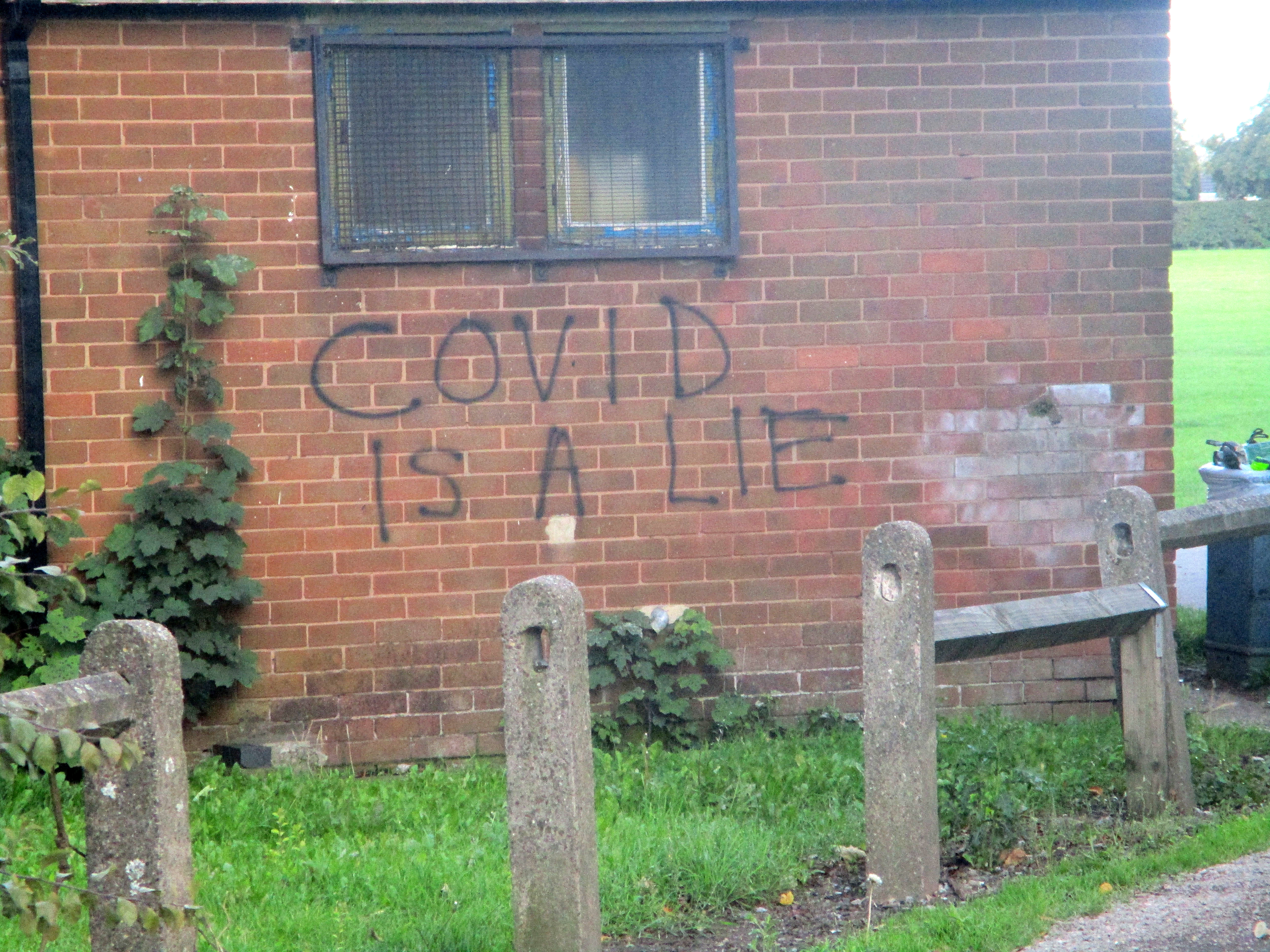
Scritta su un muro a Pontefract che recita "il COVID è una bugia".

La diffusione del SARS-CoV-2 ha generato un'ondata di disinformazione, sia sulla sua origine, sulla sua effettiva grandezza sia sul trattamento del virus. La circolazione di notizie false è stata favorita soprattutto dai social media, dai mass media, e dalle app di messaggistica.
Il fenomeno ha avuto un'espansione molto veloce, tant'è che in alcuni Paesi (come Italia e Regno Unito) i vari enti sanitari si sono direttamente attivati avviando campagne informative e pubblicato vademecum per contrastare le fake news maggiormente diffuse.
Nel 2022 è stato stimato che le "bufale" sul SARS-CoV-2 generino un giro di affari di circa 1,1 miliardi di dollari annui, causando tuttavia danni agli individui e ai sistemi sanitari nazionali per cifre molto più elevate.

## Teorie del complotto

### Origine come arma biologica
L'origine del SARS-CoV-2, secondo un report del WHO - messo in discussione da parte della comunità scientifica - sarebbe attribuibile col maggior grado di probabilità a un passaggio dagli animali all'uomo attraverso un ospite intermedio: lo spillover sarebbe avvenuto, secondo uno studio del South China Agricultural University, dai pipistrelli, che costituiscono un serbatoio naturale di coronavirus, a pangolini, utilizzati come merce di contrabbando soprattutto in Asia, e quindi all'uomo. Nonostante ciò, altre possibili spiegazioni della genesi del virus, quali la trasmissione diretta da una singola specie animale all'uomo e un incidente di laboratorio non sono state scartate: il direttore generale dell'Organizzazione mondiale della sanità Tedros Adhanom Ghebreyesus il 30 marzo 2021 ha dichiarato che la fonte del virus non è ancora stata individuata con certezza assoluta. La difficoltà sarebbe attribuibile soprattutto alla reticenza delle autorità cinesi a permettere un'indagine approfondita, in assenza della quale sarebbe sostanzialmente impossibile provare quale sia la vera origine del virus.
Proprio questa incertezza e opacità da parte delle autorità cinesi e la rapida diffusione della COVID-19 ha tuttavia diffuso l'idea che il virus fosse stato creato appositamente in laboratorio per utilizzarlo come arma biologica. Questa tesi porta come indizio il fatto che a Wuhan, città dove si è sviluppato il primo focolaio, è presente un laboratorio destinato allo studio di microrganismi. Altro indizio sarebbe dato dal fatto che nel novembre 2019 tre scienziati che operavano nel suddetto laboratorio sarebbero stati ricoverati perché gravemente ammalati. Tale affermazione è stata sostenuta da diverse personalità, tra cui il premio Nobel Luc Montagnier.
Diverse fake news circolate sul web hanno attribuito la paternità del virus a vari scienziati, tra cui il premio Nobel per la Medicina del 2018 Tasuku Honjo, e l'americano Charles Lieber, il quale avrebbe creato il virus e lo avrebbe venduto alla Cina.
In Italia sui social è diventato virale un servizio di TGR Leonardo del 2015 in cui vennero approfondite delle ricerche di ingegneria genetica effettuate in laboratori cinesi utilizzando il virus RaTG13. In realtà, pur appartenendo entrambi alla famiglia dei Coronaviridae, non si trattava dello stesso virus che causa la COVID-19: tale virus aveva una sequenza genetica differente da quella del SARS-CoV-2 in più di 1 100 singoli nucleotidi, distribuiti nel genoma del secondo in maniera naturale e conforme alle caratteristiche evoluzionarie tipiche dei coronavirus; questo smentisce quasi certamente che il virus della COVID-19 sia stato ottenuto artificiosamente modificando RaTG13.
Alcune teorie sostengono che la COVID-19 è stata creata per indebolire l'economia di alcuni Paesi e favorire quella di altri, ma dal momento che il virus ha attaccato indiscriminatamente tutto il mondo ciò non è plausibile. In particolare, in Cina e in Iran si è diffusa l'idea che fossero stati gli americani ad aver creato il virus, mentre alcuni gruppi antisemiti e antivaccinisti hanno diffuso fake news sul popolo ebraico secondo le quali la COVID-19 sarebbe un'arma creata dagli ebrei per conquistare il mondo.
L'origine del SARS-CoV-2 come arma biologica sarebbe comunque altamente improbabile, in quanto il fatto di possedere un periodo di incubazione lungo fino a 20 giorni e di attaccare maggiormente persone anziane e/o già debilitate non renderebbero il virus valido per un utilizzo come arma biologica.

### 5G
Alcune teorie complottiste collegano la diffusione del SARS-CoV-2 con la presenza di antenne per la trasmissione di dati per la telefonia mobile 5G. Secondo queste teorie, le frequenze utilizzate dalla tecnologia 5G renderebbero il sistema immunitario delle persone più debole e quindi suscettibile alle infezioni; altre teorie sostengono che il virus possa essere trasmesso direttamente attraverso le antenne 5G. Il teorico cospirazionista britannico Mark Steele ha promosso teorie complottiste e disinformazione che collegano il lancio del 5G alla pandemia di COVID-19. Affermazioni sulla correlazione tra 5G e COVID-19 vennero presentate anche da Gunter Pauli (consulente economico del Presidente del Consiglio italiano Giuseppe Conte).
I numerosi studi sul 5G hanno comunque dimostrato che le onde impiegate in tale tecnologia hanno frequenza tale da non essere in grado di alterare il sistema immunitario umano. La trasmissione del virus da una persona all'altra avviene invece a causa delle goccioline respiratorie: le vie di trasmissione sono quella aerea diretta, nasale e orale, anche attraverso la congiuntiva oculare, e quella indiretta, quando le goccioline sono raccolte con le mani da superfici contaminate e portate ad occhi, naso e bocca; in tal modo è inoltre possibile una trasmissione fecale-orale, essendo stata in alcuni casi riscontrata la presenza del virus anche nelle feci delle persone infette.
Un tweet ha avviato un meme su Internet secondo cui le banconote da 20 sterline della Banca d'Inghilterra conterrebbero un'immagine di un'antenna del 5G e del virus SARS-CoV-2. Facebook e YouTube rimossero tale meme poiché in realtà ciò che viene indicato come l'antenna è il faro di Margate e ciò che viene indicato come il virus è la scala della Tate Britain. Lo schema di un pedale per la chitarra elettrica venne utilizzato per spacciare l'esistenza di un nanochip 5G nel vaccino Pfizer.
Alcune unità flash USB venivano vendute per 370 dollari come "5G Bioshield", presumibilmente offrendo protezione dalla minaccia inesistente di infezione trasmessa tramite le onde radio dei telefoni cellulari 5G.

### Bill Gates e case farmaceutiche
Secondo alcune teorie complottiste esisterebbe una cospirazione, al centro della quale si troverebbe la fondazione di Bill Gates e Melinda Gates, allo scopo di produrre un vaccino i cui aghi servirebbero a marchiare la popolazione al fine di controllarla attraverso dei microchip. Tali idee ebbero ampio risalto, anche a causa della diffusione di alcuni video su YouTube e di diversi audio su WhatsApp, privi di riscontro oggettivo.
Un sondaggio YouGov su 1 640 persone afferma che il 28% degli americani crede che Bill Gates voglia usare i vaccini anti-COVID-19 per impiantare microchip nelle persone, con una cifra che sale al 44% tra i simpatizzanti del Partito Repubblicano.
Altre teorie complottiste sostengono che il virus sia stato inventato da ditte farmaceutiche allo scopo di arricchirsi economicamente e che il vaccino fosse già disponibile dal 2014. Venne diffusa la falsa notizia che la azienda farmaceutica GlaxoSmithKline fosse proprietaria di un laboratorio di Wuhan e della Pfizer per dimostrare che essa avrebbe creato il virus nel laboratorio cinese per poi vendere il vaccino.

### Dittatura sanitaria
Alcuni sostengono che la COVID-19 sia un'invenzione nata per creare una "dittatura sanitaria", con lo scopo di reprimere le libertà individuali alle popolazioni costringendo le persone a rimanere in casa e imponendo il distanziamento sociale e l'uso della mascherina. Queste teorie sono state riprese da diverse personalità, tra cui il teorico del complotto David Icke, il quale affermò "Vogliono ridurre il mondo in schiavitù con la scusa della COVID-19" (ciò gli costò il ban da Facebook e Twitter per aver diffuso fake news sull'argomento). Il presbitero Livio Fanzaga, direttore di Radio Maria, durante una diretta ha sostenuto che la pandemia di Coronavirus è un complotto mondiale delle élite per conquistare il mondo entro il 2021. Tucker Carlson, giornalista di Fox News, affermò che l'OMS volesse "deportare i vostri familiari infetti entrando con la forza nelle vostre case".
Secondo alcuni la creazione dell'app "Immuni" consisterebbe in uno stratagemma da parte del governo italiano per avere un controllo dei singoli individui e dei loro spostamenti, teoria facilmente smentibile con il fatto che il codice sorgente dell'app è libero e quindi ispezionabile da chiunque. Inoltre l'applicazione utilizza il protocollo DP3T, designato per tracciare senza bisogno della posizione geografica. Diego Fusaro sostenne erroneamente che l'app fosse in grado di auto-installarsi senza il consenso degli utenti, peraltro in base a un video su YouTube pubblicato da un canale chiamato "Giulia 696", in cui due adolescenti mostrano nelle impostazioni di Android un pulsante intitolato "Notifiche di esposizione al COVID-19", dicendo che la presenza di quel pulsante significherebbe la presenza di Immuni. In seguito il canale YouTube è stato chiuso.

#### Illegittimità dei DPCM italiani
Il 23 dicembre 2020 diversi giornali riportarono la notizia (diventata virale sul web) che i DPCM attuati dal governo contro la COVID-19 sarebbero illegittimi. In realtà l'organo competente a dichiarare una legge incostituzionale è la Corte Costituzionale, non si trattava di una sentenza, ma di un'ordinanza del Tribunale Civile di Roma e non risulta che il giudice abbia rimesso agli atti alla Consulta in merito ai Dpcm. Si trattava infatti del caso di un inquilino che a seguito dell'emergenza COVID-19 aveva chiesto una riduzione dell'affitto del locale ospitante il suo negozio. Secondo un articolo pubblicato da Diritto.it, essendo il Decreto del Presidente del Consiglio dei Ministri (Dpcm) un atto amministrativo non viene sottoposto al vaglio del Presidente della Repubblica e non risulta essere sottoponibile al giudizio della Corte Costituzionale. Anche se l'articolo 16 della Costituzione prevede che la legge può stabilire limitazioni per motivi di sanità o sicurezza sono stati presentati degli esposti contro Giuseppe Conte per presunta incostituzionalità dei Dpcm a firma di Stefano Angei di Varese e Simone Mansori di Sesto Calende.
Circolò su Whatsapp la notizia che la Corte europea dei diritti dell’uomo di Strasburgo avesse condannato Giuseppe Conte a proposito dei Dpcm.

#### Pandemic Bond
Alcune teorie complottiste hanno sostenuto che l'OMS avesse dichiarato l'emergenza nel marzo 2020 solo dopo la scadenza di una presunta obbligazione, in accordo con la Banca Mondiale.

### Origine del virus al di fuori della Cina
Il 12 marzo 2020 il portavoce del ministero degli affari esteri cinese Zhao Lijing lasciò intendere tramite un post pubblicato su Twitter che il virus potesse essersi originato negli Stati Uniti d'America, e che solo successivamente sia arrivato a Wuhan; a sostegno di tale formazione non venne tuttavia presentata alcuna prova. Alcuni complottisti diffusero la falsa voce che Maatje Benassi, membro dell'esercito americano, fosse il "paziente zero" della pandemia, cioè la prima persona a essere stata infettata dalla COVID-19. Essi hanno anche collegato la sua famiglia al dj Benny Benassi anche se egli non ha alcuna relazione con Maatje e non ha mai avuto il virus..
Si diffuse successivamente una fake news sulle origini italiane del virus a seguito di un servizio televisivo del 22 marzo 2020 della CGTN (la televisione di Stato cinese) che riprende le dichiarazioni del professor Remuzzi, direttore dell'Istituto di Ricerca Mario Negri, che dichiara di aver notato un'impennata di polmoniti virali in Lombardia prima ancora dello scoppio dell'epidemia a Wuhan. Molti interpretarono le dichiarazioni come un'ammissione del fatto che il virus fosse nato in Lombardia. La possibilità di una pre-circolazione è stata ripresa da uno studio italiano retrospettivo che ha identificato anticorpi anti-SARS-CoV-2 a partire da settembre 2019.

## Teorie negazioniste
Secondo alcune teorie complottiste il virus non esisterebbe ma sarebbe un espediente creato per bloccare le attività economiche.
Proteste negazioniste contro l'uso delle mascherine si sono verificate in Spagna e Inghilterra nell'agosto 2020, a settembre 2020 in Germania, Svizzera e Nuova Zelanda. A ottobre 2020 ci sono state anche manifestazioni negazioniste nei Paesi Bassi e in Italia.
Un gruppo di negazionisti ha cercato di fare irruzione nella terapia intensiva di un ospedale di Provo per tentare di dimostrare con delle riprese video l'inesistenza del virus.
L'Ordine dei medici di Roma ha avviato nel dicembre 2020 un procedimento disciplinare nei confronti di 13 medici che hanno sostenuto sui social network e in TV posizioni che sminuiscono o negano l'esistenza e la gravità della COVID-19 e l'efficacia del vaccino.
Il movimento complottista “Nuova Resistenza Italiana” presente su Telegram incitò a violare la quarantena. Tra i video condivisi dal movimento ci fu l'intervista rilasciata a Byoblu da Loretta Bolgan, dottoressa e consulente dell'associazione “free-vax” Corvelva, la quale metteva in dubbio l'affidabilità dei tamponi e del vaccino contro la COVID-19 poiché, a suo dire e senza prove scientifiche, potrebbe favorire l'infezione ai vaccinati; la Bolgan era già nota per aver sostenuto in più occasioni che i vaccini moderni sono prodotti da feti abortiti o da linee cellulari cancerogene.

### Critiche ai numeri ufficiali sulle vittime da COVID-19, ospedali e ambulanze vuoti
| Paese | Eccesso di mortalità della popolazione (P-score) da gennaio 2020 a dicembre 2020 | Eccesso di mortalità della popolazione (P-score) da gennaio 2020 a dicembre 2020 | Eccesso di mortalità della popolazione (P-score) da gennaio 2020 a dicembre 2020 | Eccesso di mortalità della popolazione (P-score) da gennaio 2020 a dicembre 2020 |
| Paese | Inizio 5 gennaio 2020                                                            | Fine                                                                             | Cambiamento assoluto                                                             | Cambiamento relativo                                                             |
| --- | -------------------------------------------------------------------------------- | -------------------------------------------------------------------------------- | -------------------------------------------------------------------------------- | -------------------------------------------------------------------------------- |
| Austria | -11%                                                                             | 55% in Dic 13                                                                    | +66 pp                                                                           | +600%                                                                            |
| Belgio | -7%                                                                              | 22% in Dic 13                                                                    | +29 pp                                                                           | +423%                                                                            |
| Bulgaria | -18%                                                                             | 96% in Dic 13                                                                    | +114 pp                                                                          | +619%                                                                            |
| Canada | 2%                                                                               | 10% in Sett 20                                                                   | +9 pp                                                                            | +573%                                                                            |
| Cile | 7%                                                                               | 15% in Dic 13                                                                    | +7 pp                                                                            | +96%                                                                             |
| Corea del Sud                                                                                               | 6%                                                                               | 2% in Ott 4                                                                      | -3 pp                                                                            | -59%                                                                             |
| Croazia | -16%                                                                             | 9% in Nov 1                                                                      | +25 pp                                                                           | +157%                                                                            |
| Danimarca                                                                                                   | >-1%                                                                             | <1% in Dic 13                                                                    | <1 pp                                                                            | +254%                                                                            |
| Estonia | -14%                                                                             | 13% in Dic 13                                                                    | +27 pp                                                                           | +196%                                                                            |
| Finlandia                                                                                                   | -10%                                                                             | <1% in Dic 6                                                                     | +11 pp                                                                           | +108%                                                                            |
| Francia | -5%                                                                              | 25% in Nov 29                                                                    | +30 pp                                                                           | +562%                                                                            |
| Germania | -2%                                                                              | 14% in Nov 29                                                                    | +16 pp                                                                           | +697%                                                                            |
| Grecia | -3%                                                                              | 8% in Nov 1                                                                      | +11 pp                                                                           | +389%                                                                            |
| Inghilterra e Galles                                                                                        | <1%                                                                              | 13% in Dic 20                                                                    | +12 pp                                                                           | +2,784%                                                                          |
| Irlanda del Nord                                                                                            | -14%                                                                             | 8% in Dic 13                                                                     | +22 pp                                                                           | +154%                                                                            |
| Islanda | 24%                                                                              | 33% in Nov 1                                                                     | +8 pp                                                                            | +34%                                                                             |
| Israele | 8%                                                                               | <1% in Nov 29                                                                    | -7 pp                                                                            | -92%                                                                             |
| Italia | -14%                                                                             | 20% in Ott 25                                                                    | +34 pp                                                                           | +241%                                                                            |
| Lettonia | -2%                                                                              | 27% in Dic 20                                                                    | +30 pp                                                                           | +1,219%                                                                          |
| Lituania | -6%                                                                              | 61% in Dic 13                                                                    | +67 pp                                                                           | +1,055%                                                                          |
| Lussemburgo                                                                                                 | -27%                                                                             | 14% in Nov 1                                                                     | +41 pp                                                                           | +151%                                                                            |
| Nuova Zelanda                                                                                               | 4%                                                                               | 9% in Dic 6                                                                      | +5 pp                                                                            | +134%                                                                            |
| Norvegia | -7%                                                                              | -10% in Dic 6                                                                    | -3 pp                                                                            | -46%                                                                             |
| Olanda | -5%                                                                              | 29% in Dic 20                                                                    | +35 pp                                                                           | +634%                                                                            |
| Polonia | >-1%                                                                             | 86% in Nov 1                                                                     | +87 pp                                                                           | +11,239%                                                                         |
| Portogallo                                                                                                  | -10%                                                                             | 29% in Dic 13                                                                    | +39 pp                                                                           | +380%                                                                            |
| Regno Unito                                                                                                 | 34%                                                                              | 2% in Giu 14                                                                     | -32 pp                                                                           | -94%                                                                             |
| Repubblica Ceca                                                                                             | -3%                                                                              | 55% in Nov 22                                                                    | +58 pp                                                                           | +2,218%                                                                          |
| Scozia | -9%                                                                              | <1% in Dic 20                                                                    | +10 pp                                                                           | +109%                                                                            |
| Slovacchia                                                                                                  | -4%                                                                              | 13% in Ott 18                                                                    | +18 pp                                                                           | +426%                                                                            |
| Slovenia | -5%                                                                              | 82% in Nov 22                                                                    | +87 pp                                                                           | +1,694%                                                                          |
| Spagna | -12%                                                                             | 13% in Dic 13                                                                    | +25 pp                                                                           | +204%                                                                            |
| Svezia | -8%                                                                              | 17% in Dic 6                                                                     | +25 pp                                                                           | +321%                                                                            |
| Svizzera | -11%                                                                             | 42% in Dic 13                                                                    | +53 pp                                                                           | +487%                                                                            |
| Taiwan | 4%                                                                               | <1% in Sett 27                                                                   | -3 pp                                                                            | -81%                                                                             |
| Ungheria | -10%                                                                             | 54% in Nov 29                                                                    | +63 pp                                                                           | +660%                                                                            |
| USA | >-1%                                                                             | 19% in Nov 15                                                                    | +20 pp                                                                           | +3,551%                                                                          |
| P-score = (x - il valore "normale" di x per la popolazione) / (il valore "normale" di x per la popolazione) |                                                                                  |                                                                                  |                                                                                  |                                                                                  |

Alcuni sostengono erroneamente che i morti di COVID-19 in realtà siano morti di altro, cioè “con” la COVID-19 e non "a causa" della COVID-19, in quanto molti morti classificati come COVID-19 presentavano altre patologie. Donald Trump ha sostenuto erroneamente che i medici gonfiassero i numeri delle vittime per vantaggi economici.
L'analisi delle cartelle cliniche dei deceduti della prima ondata in Italia ha rilevato che nell'89% dei casi il SARS-CoV-2 è stato la causa diretta della morte, mentre nel restante 11% è comunque considerabile una concausa: ad esempio il diabete può aumentare la pericolosità della COVID-19 ed esserne una concausa di morte. L'eccesso di mortalità in Italia nei mesi di marzo, aprile e maggio 2020 rispetto agli anni precedenti è di 44 000 persone.
Alcuni sostengono erroneamente che la COVID-19 sia mortale solo per gli anziani.
Alcune teorie negano la saturazione degli ospedali a causa della COVID-19 e sostengono che le ambulanze percorrano le città con le sirene attivate senza trasportare davvero alcun malato, allo scopo di incutere paura tra la popolazione facendo credere che ci sia un'emergenza sanitaria in realtà inesistente.
Sul web sono comparsi video di reparti ospedalieri vuoti, girati di nascosto dai sostenitori di queste tesi: in realtà questi filmati a volte riprendono, ad esempio, sale d’attesa dedicate ai parenti, dove non era più consentito l'ingresso.
Sui social è iniziato a diffondersi un documento della ASL ligure che poneva dubbi sui conteggi dei decessi COVID-19. Nel post si sosteneva che Giuseppe Scala, defunto per morte naturale, sia stato classificato come COVID-19 ma in realtà questa classificazione non riguardava i bollettini ma la prevenzione. La ASL ha infatti chiarito che le salme classificate COVID-19 in assenza di tampone è una procedura nazionale per la sicurezza.
Il 4 maggio 2020 venne pubblicato un articolo su La Stampa riguardante uno studio giapponese svolto dal Kobe City General Medical Hospital che affermava che i morti di COVID-19 fossero inferiori a quelli della normale influenza. Lo studio era un preprint che non era ancora passato dalla peer review ed era stato fatto su 1000 pazienti: non si trattava di un campione sufficiente né rappresentativo della popolazione giapponese e non parlava di mortalità ne di letalità.
Venne diffuso uno screenshot su Whatsapp con una presunta citazione del dottor Denis Mukwege, premio Nobel per la Pace 2018, dove si sostiene che gli sia stato ordinato di mentire sul numero di morti COVID-19 nel suo Paese, il Congo, gonfiando le cifre. Mukwege ha smentito.
Alcuni hanno erroneamente sostenuto che la mortalità del 2020 fosse stata inferiore al 2019 e che i dati di mortalità del 2020 fossero sovrapponibili a quelli del 2019. Il presidente dell'Istat Gian Carlo Blangiardo smentì dicendo che il numero di persone decedute in Italia non era mai stato così alto dalla seconda guerra mondiale.
Venne erroneamente sostenuto che i morti registrati come COVID 19 fossero in realtà vittime di errori medici.

## Notizie false
Secondo l'OMS uno dei problemi generati dalla COVID-19 è l'infodemia, parola che indica una grossa abbondanza di informazioni provenienti da diversi media, alcune accurate e altre parziali o false, che rendono difficile per le persone trovare fonti affidabili per informarsi. Anche il cherry picking e l'analfabetismo funzionale avrebbero contribuito nella disinformazione sulla COVID-19.
Nel giugno 2020 la Commissione Europea lanciò un allarme fake news sul virus tramite un comunicato: "Alcuni Paesi terzi, in particolare Russia e Cina, sono impegnati in campagne di disinformazione sul Covid 19 in Europa e a livello mondiale nel tentativo di minare il dibattito democratico, esacerbare la polarizzazione all'interno delle società e migliorare la propria immagine". 
È stato falsamente sostenuto che papa Francesco fosse positivo al virus a marzo 2020.
È stato falsamente sostenuto che Vladimir Putin avesse fatto un'ordinanza che nel caso di violazione del lockdown in Russia fossero previsti 5 anni di galera.
Circolò un falso testo via social in cui alcuni genitori sostengono di non autorizzare il personale di una scuola a isolare i loro figli se dovessero presentare qualche linea di febbre e sospettati dunque di COVID-19. Alcuni genitori si convinsero erroneamente che i bambini sarebbero stati prelevati da scuola in loro assenza.
Un gruppo di utenti sui social sostenne che a Bergamo i pazienti fossero morti a causa della ventilazione e accusarono un ospedale campano di fare altrettanto con i dializzati.
Un falso articolo diffuso in rete parlò di un medico italiano arrestato per aver ucciso 3 000 pazienti COVID-19.
Un quotidiano di Israele ha diffuso una fake news secondo cui un medico israeliano che lavora in un ospedale di Parma avrebbe dichiarato di avere ricevuto l'ordine di smettere di curare i pazienti di COVID-19 sopra ai 60 anni.
Un sito web in un articolo (poi rimosso) riportò dei virgolettati non veritieri attribuiti al Direttore generale dell'ASP di Ragusa in cui affermava che il governo italiano impediva di fare i tamponi ai migranti sulle ONG.
A seguito di una dichiarazione erronea dell'astronauta Luca Parmitano, che si è poi scusato, si sostenne online e su alcuni giornali che egli e altri membri dell'Agenzia spaziale europea sapessero della pandemia già nel novembre 2019.
Sul web circolò la teoria che le limitazioni alle attività umane imposte dalla pandemia di COVID-19 potessero rallentare il cambiamento climatico, poi smentita.
In Rete girò nel 2020 la notizia falsa che il governo italiano avesse vietato le autopsie in periodo di pandemia.

### Materiale contraffatto o decontestualizzato
Su Whatsapp è circolata una lettera che riportava i consigli di un presunto ricercatore di Shenzhen contenente informazioni e raccomandazioni false sulla COVID-19 e la sua prevenzione.
Un falso video su un mercato di serpenti e pipistrelli di Wuhan è circolato sul web, presentato come luogo di origine del virus.
Sul web ha iniziato a circolare un video di un uomo a cui viene iniettato il vaccino, ma quando l'infermiera toglie la siringa l'ago non c'è, pretesto per affermare che la vaccinazione sia finta; la BBC ha spiegato che il video è vero ma mostra che l'operatore usa una siringa di sicurezza, in cui effettivamente l'ago si ritrae nel dispositivo dopo l'uso, per evitare punture accidentali.
Circolò un video dell'arrivo del vaccino anti-Covid19 Pfizer nella sede della Protezione civile di Palmanova mettendo in dubbio il trasporto e di conseguenza l'effettiva operazione di somministrazione. In realtà le scatole contestate dagli utenti erano in grado di mantenere la giusta temperatura di conservazione del vaccino.
Venne messo in dubbio il video della vaccinazione di Kamala Harris sostenendo che venisse fatto con un ago pieghevole finto. In realtà l'oggetto pieghevole è una protezione utilizzata dopo l'iniezione per coprire l'ago e impedire che ci si possa pungere dopo l'iniezione.
Un video di un servizio televisivo de La vita In diretta presso un reparto Covid19 con un paziente senza protezioni fece scalpore online. In realtà le riprese sono state fatte in un reparto sub-intensivo, non in terapia intensiva e in essi ci sono anche pazienti che non necessitano dei caschi respiratori.
Sono stati diffusi online falsi documenti del Governo Italiano, Regione Lombardia e Inps con errate comunicazioni ufficiali.
Testate e influencer diffusero una foto di una "fuga" da Milano a causa dei Dpcm adottati dal Governo Italiano, ma circolava già nel 2009.
Una foto del 1997 è stata utilizzata per far credere che ci fossero milioni di persone durante un evento negazionista a Berlino.
Molti utenti, tra cui appartenenti al QAnon, rilanciarono un video decontestualizzato di Anthony Fauci in cui affermava che gli asintomatici non fossero contagiosi.
Scatenò polemiche la notizia che l'Italia «regalasse» 50 milioni di euro alla Tunisia per l'emergenza COVID-19. In realtà i soldi erano stati previsti prima dell'emergenza e non si trattava di un finanziamento a fondo perduto.
È stato falsamente sostenuto che il Governo Italiano corrompesse TV e radio nazionali con 50 milioni di euro per parlare continuamente di contagi e ingigantire il problema. Si trattava in realtà di un contributo straordinario noto come «fondo emergenze emittenti locali» e coinvolgeva le emittenti locali, non nazionali.
Circolarono online dichiarazioni con dati e fatti decontestualizzati con presunte relazioni tra l'agenzia americana DARPA e la COVID-19.
Un documento SIAARTI (Società Italiana di Anestesia Analgesia Rianimazione e Terapia Intensiva), definito «segreto» da il Giornale era in realtà disponibile online. Scatenò polemiche perché sui social venne decontestualizzata la raccomandazione del documento di "dare priorità ai pazienti in terapia intensiva con maggiori aspettative di sopravvivenza".

#### Cina
Furono fatti circolare diversi video provenienti dalla Cina, in particolare dai social come Weibo, dove si vedono persone svenire o svenute per strada o nei luoghi pubblici, ritenute senza alcuna prova che siano state colpite dalla nuova COVID-19.
Su Twitter venne pubblicato un video, ripreso da diverse testate, che riprendeva tre presunti medici armati di Wuhan. Le forze dell'ordine locali spiegarono che il video non riguardava l'epidemia ma un'operazione dove gli agenti stavano operando nei confronti di un cane randagio affetto da rabbia che aveva ferito alcuni residenti e quindi si erano protetti con camice, guanti e mascherine.
I media cinesi diffusero la notizia che il primo edificio del nuovo ospedale di Wuhan dedicato ai malati di COVID-19 sarebbe stato costruito in sole 16 ore, come avrebbe testimoniato una foto. Si scoprì in seguito che quest'ultima era già presente online a maggio 2019.
Un video delle autorità cinesi che spruzzano disinfettante su un senzatetto è stato diffuso online. In realtà il video era stato girato in Sudamerica ed era già presente online prima della pandemia.

#### False profezie
Un utente pubblicò su Facebook la foto del libro di scuola di sua figlia, il quale presentava una pagina dedicata ai coronavirus nel settembre 2019, sostenendo che la pandemia fosse già calcolata. In realtà con il termine Coronavirus si intende una vasta famiglia di virus. Online circolarono post che sostenevano erroneamente che vari altri libri avessero predetto la pandemia.
È stato falsamente sostenuto che un murales realizzato nel 1994 all'aeroporto di Denver avesse predetto la COVID-19 solo perché rappresenta dei ragazzi che indossano delle mascherine con disegnate le bandiere diverse nazioni.

## Disinformazione sanitaria
È stato erroneamente affermato che chiunque sia stato infettato da COVID-19 avrà il virus nel proprio corpo per tutta la vita.
Secondo un filmato apparso su Facebook il 13 dicembre 2020 in cui vengono letti alcuni punti apparentemente controversi del foglietto illustrativo del vaccino di Pfizer si sostiene erroneamente che esso non serva agli anziani e faccia male al feto.
Su Whatsapp circolò la falsa notizia che l'inesistente virologo Andrew Wye non trovasse il virus in 1.500 campioni positivi alla COVID-19 e che di conseguenza il virus non esisterebbe.
Un falso audio WhatsApp affermò che la COVID-19 rimane vivo 9 giorni sull'asfalto e uno studio cinese rilanciato dal South China Morning Post, che dimostrerebbe la resistenza nell'aria del virus per 30 minuti, è stato ritrattato.
Un falso audio circolò su Whatsapp (e ripreso da alcune testate giornalistiche) dove una finta cardiologa di terapia intensiva raccontava la presunta gestione dell'emergenza COVID-19 presso l'ospedale Niguarda di Milano. L'ospedale denunciò presso la Polizia Postale l'audio ritenendolo "suscettibili di destare allarme sociale nei destinatari".

### Rapporto tra tamponi e positivi al virus

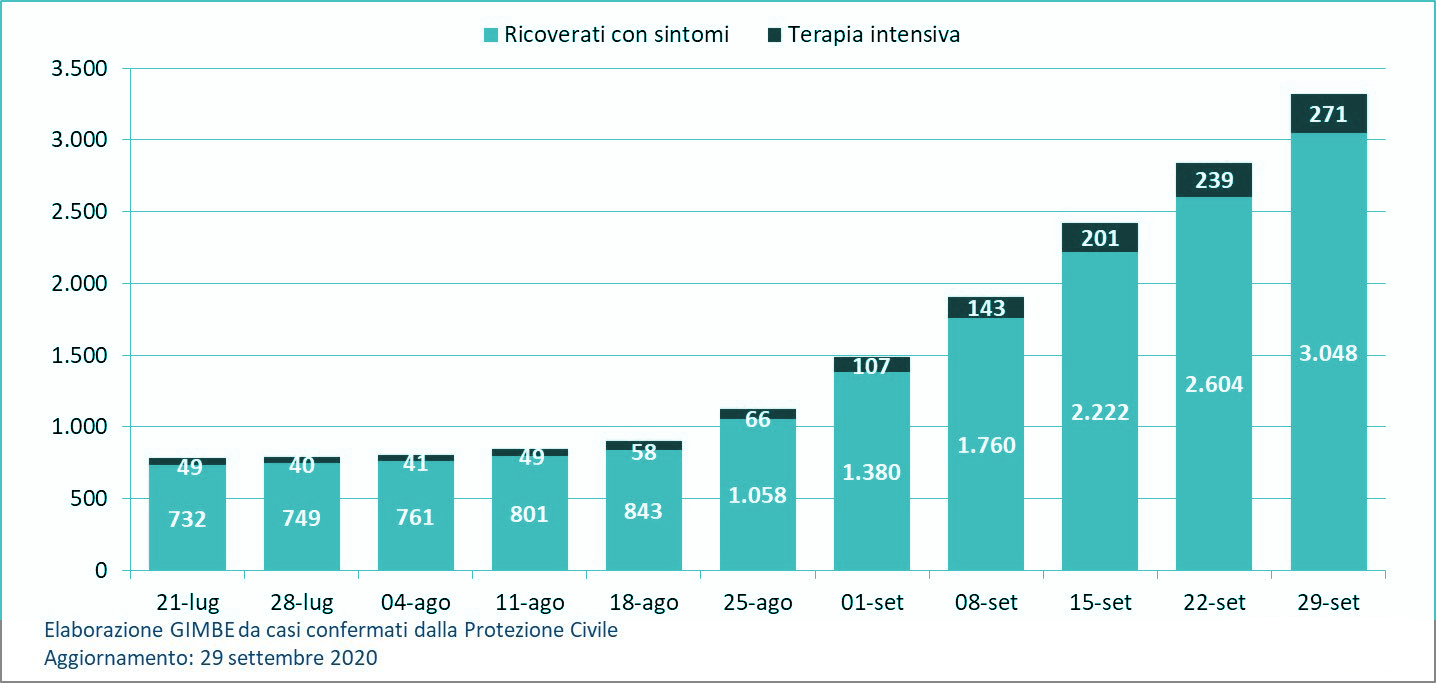
I dati diffusi dalla Protezione Civile dimostrano che il numero di positivi non sono dipesi dal numero di tamponi

Molti hanno sostenuto erroneamente che i positivi alla COVID-19 aumentassero durante la pandemia in quanto venissero fatti sempre più tamponi.

### Trasmissione del SARS-CoV-2
È stato sostenuto che l'immigrazione irregolare potesse provocare la diffusione della COVID-19.
È stato falsamente sostenuto che il virus si diffondesse attraverso l'acqua delle piscine.
È stato sostenuto erroneamente che il caldo estivo dopo la prima ondata potesse uccidere definitivamente il virus.

#### Animali portatori del virus
È stato sostenuto erroneamente che le zanzare potessero diffondere il virus, e che le zampe degli animali e le suole delle scarpe, possano trasmetterlo da una superficie all'altra, teoria poi smentita. Alcune notizie false sono circolate a proposito della pericolosità dei pipistrelli come presunti portatori del virus, teoria poi smentita da ISPRA.
Non esistono prove secondo cui cani e gatti possano contagiare l'uomo pur essendo stato sostenuto da alcune fake news; il contrario è possibile anche se in rari casi.
Secondo un'indagine dell'University College di Londra pubblicata sulla rivista Scientific Reports, sarebbero diverse le specie potenzialmente suscettibili al SARS-CoV-2: un'analisi biomolecolare e genomica pubblicata su Proceedings of the National Academy of Sciences da Harris Lewin dell'Università della California afferma che SARS-CoV-2 potrebbe minacciare diverse specie animali, soprattutto primati e mammiferi marini, mentre cani, gatti e animali d'allevamento sarebbero a rischio medio o basso. Uno studio dell'Istituto superiore di sanità afferma che criceti e furetti sono gli animali più vulnerabili al virus.
È stata documentata nei Paesi Bassi la trasmissione del virus da uomo a visone e viceversa, che ha portato la Danimarca e altri Paesi europei a sopprimerne molti e bloccare gli allevamenti.
In India una falsa notizia affermò che i vegetariani fossero immuni al SARS-CoV-2, causando il trend di "#NoMeat_NoCoronaVirus" su Twitter. Il consumo di carne infatti non ha un effetto sulla diffusione della COVID-19, ad eccezione delle persone a contatto con le zone di macellazione, ha detto Anand Krishnan, professore presso il Center for Community Medicine dell'All India Institute of Medical Science. Il ministro della pesca, dell'allevamento e della zootecnia Giriraj Singh ha affermato che la voce ha avuto un impatto significativo sull'industria, con il prezzo di un pollo che è sceso a un terzo dei livelli pre-pandemici. False notizie hanno infatti affermato che il pollo fosse elemento di contagio.

#### Trasmissione tramite alimenti
È stato erroneamente sostenuto sul web che alcuni cibi e l'acqua del rubinetto potessero trasmettere il virus.
La contaminazione potrebbe verificarsi durante il taglio e la lavorazione dei cibi da parte di una persona infetta, se le norme igieniche vengono ignorate, ad esempio tramite mani contaminate, starnuti o tosse. Oppure anche attraverso alcuni cibi surgelati ma solo nel caso in cui prima di essere consumati non siano stati sottoposti alle comuni norme igieniche.
È stato erroneamente sostenuto che il virus si potesse trasmettere tramite il latte materno.

#### Aria condizionata
È stato ipotizzato che l'aria condizionata possa aerosolizzare il virus e trasmetterlo a distanza, teoria poi smentita. Può tuttavia fungere da vento per le goccioline se non si rispetta il distanziamento sociale.

#### Rapporti sessuali
Alcune notizie false hanno sostenuto che la COVID-19 fosse sessualmente trasmissibile e la Federazione nazionale degli ordini dei medici chirurghi e degli odontoiatri ha affermato che la via sessuale non sembra trasmettere il SARS-CoV-2, anche in caso di fluidi biologici, come il liquido seminale, positivi alla presenza del virus. I rapporti sessuali possono essere causa indiretta di contagio per lo scarso distanziamento.

### Prevenzione dell'infezione
Alcuni sostengono che, essendo asintomatico il 95% dei soggetti positivi ai test per la rilevazione del SARS-CoV-2, sarebbe immotivato attuare misure restrittive. In realtà gli asintomatici sono comunque portatori del virus e quindi possono essere contagiosi; inoltre è errato affermare che un soggetto asintomatico non sia malato.
Si è diffusa l'idea che l'assunzione di vitamina C e D e lattoferrina aiuti a prevenire e a combattere il virus; nonostante alcuni studi abbiano riportato un possibile ruolo dei livelli di vitamina C e D e lattoferrina nella prevenzione e nel miglioramento della prognosi dell'infezione, allo stato attuale non vi è ancora un consensus sulla loro efficacia e sul loro impiego.
La diffusione del virus ha portato a una maggior attenzione all'igiene; l'utilizzo di disinfettanti e saponi a uso cutaneo ha effetti antibatterici: non hanno la stessa efficacia di un vaccino e se introdotti nell'organismo, oltre a non avere effetto, possono risultare dannosi. Il 24 aprile 2020 Donald Trump, presidente degli Stati Uniti, ha dichiarato in un incontro con la task-force sulla pandemia: "Vedo il disinfettante che lo uccide [il Corona virus] in un minuto. Un minuto. E c'è un modo in cui possiamo fare qualcosa del genere, mediante iniezione all'interno o quasi una pulizia? [...] Quindi sarebbe interessante verificarlo". Tale notizia è stata riportata come un suggerimento del presidente a iniettarsi i suddetti prodotti all'interno del corpo. Come reazione, il New York City’s Poison Control Center, il centro antiveleni di New York, ha dichiarato di aver ricevuto oltre 30 telefonate da cittadini che avevano introdotto candeggina, disinfettanti e detergenti nel loro corpo. Successivamente, Trump si è corretto, incentivando i cittadini a utilizzare i prodotti secondo il loro reale utilizzo.
In rete sono circolate false ricette per creare l'Amuchina in casa come disinfettante contro la COVID-19, fra cui quella per ricrearla diluendo la candeggina. L'OMS ha messo on line un vero procedimento per realizzare un gel disinfettante.
L'Istituto dell'autodisciplina pubblicitaria ha censurato il messaggio pubblicitario del gel mani disinfettante Primagel in vendita presso la catena di negozi ODStore perché ritenuto ingannevole in quanto riportava il messaggio "Prodotto specifico contro il CORONAVIRUS–SARS".
Contrariamente a fake news circolate sul web, non ci sono evidenze scientifiche sulla funzione sterilizzante dell’ozono e del vapore nei confronti del Coronavirus. NON è fake news che le lampade a raggi UV  (in particolare UV-C) abbiano la capacità di sterilizzare il virus.  Tuttavia il Ministero della Salute ha affermato che alcune lampade a raggi ultravioletti in commercio non emettono UV-C e non sono quindi efficaci per combattere il virus; le stesse possono invece indurre "un falso senso di sicurezza rispetto all'eliminazione di virus".
È stato sostenuto che l'Italia meridionale fosse stata meno colpita rispetto a quella settentrionale durante la prima ondata grazie a un indimostrato "scudo genetico" naturale.
Secondo alcuni la COVID-19 libero di diffondersi garantirebbe una "immunità naturale", creata lasciando che gli asintomatici aiutino il virus a diffondersi, immunizzando così la popolazione, tuttavia The Lancet ha smentito questa teoria. Inoltre la comunità scientifica sostiene che gli anticorpi dei guariti durano solo pochi mesi e anche chi ha contratto l'infezione dovrebbe vaccinarsi e che i test sierologici non danno la sicurezza che un individuo sia protetto.
La dichiarazione di Great Barrington, documento redatto presso l'Istituto Americano di Ricerca Economica di Great Barrington, consiglia, al posto di lockdown, una "protezione focalizzata" delle persone vulnerabili (anziani e malati) e di vivere normalmente ai giovani e a coloro che hanno un più basso rischio di morte, fino a raggiungere l'immunità di gregge; il documento è stato respinto dalla Società Tedesca di Virologia.
Un testo infondato che circola molto sui social sostiene che il virus ha un pH acido e per evitarlo servono cibi alcalini come avocado e banane.
Lo "spray nasale per la prevenzione dell'infezione da Coronavirus Corona-Cure" è stato commercializzato in modo fraudolento online.
In India sono circolate notizie false secondo cui l'Organizzazione mondiale della Sanità avesse messo in guardia dal mangiare cavoli per prevenire l'infezione da COVID-19. Inoltre, convinte da un video di TikTok che il frutto velenoso della pianta Datura fosse una misura preventiva per COVID-19, undici persone sono state ricoverate in India.
Non ci sono prove che mangiare curry o rasam protegga da COVID-19, come sostenuto da alcune fake news.
È stato sostenuto erroneamente che il tocilizumab fosse efficace per prevenire la COVID-19.
Sul web ha iniziato a diffondersi la credenza che il collutorio sia utile contro la COVID-19, in base a uno studio condotto negli Stati Uniti e pubblicato sul Journal of Medical Virology. Gli sciacqui con i collutori non servono a prevenire il contagio, possono solo eliminarlo dalla bocca per alcuni minuti.

#### Alcol e fumo
L'OMS ha smentito la falsa credenza che il consumo di alcol potesse proteggere dal virus. Uno studio francese pubblicato sulla rivista Therapeutic Advances in Chronic Disease ha affermato che la nicotina protegga parzialmente dalla COVID-19. Tuttavia, secondo l'Istituto Superiore di Sanità, tra i pazienti fumatori il rischio di aver bisogno di terapia intensiva e ventilazione meccanica è maggiore.

#### Vaccini
Alcune fake news hanno affermato che il vaccino contro la tubercolosi potesse essere efficace anche contro la COVID-19; l'Organizzazione mondiale della sanità ha smentito tale congettura.
Sono circolate fake news secondo la quale il vaccino antinfluenzale potesse invece aumentare il rischio di contrarre la COVID-19.
Alcuni post sui social media in Camerun hanno sostenuto una teoria del complotto secondo cui i vaccini antipolio contenessero il virus della COVID-19, complicando ulteriormente l'eradicazione della polio oltre alle difficoltà create dalla pandemia di COVID-19.

### Diagnosi della COVID-19
Molte fake news mettono in dubbio l'attendibilità dei tamponi, dicendo che sono falsati, inattendibili o propongono di sostituirli con presunti "tamponi rapidi" nelle farmacie.
Venne diffusa una falsa notizia secondo cui un tribunale portoghese avesse reso inaffidabili i tamponi e la quarantena illegale. In realtà la sentenza non bocciava il test PCR, riguardava un problema di competenze e i test effettuati non erano stati fatti da personale preparato e non avevano fornito la documentazione adeguata.
Una falsa notizia ha sostenuto che il test del tampone servirebbe a “rompere la barriera sanguigna ematoencefalica del cervello” e provocare i sintomi della COVID-19.
È stato erroneamente sostenuto che l'inventore del test molecolare PCR Kary Mullis avesse detto che quest'ultimo non serve.
Altre notizie false sostengono che per sapere se si è positivi al virus basterebbe osservare il colore del proprio sangue.
È circolata una notizia falsa secondo la quale misurare la temperatura di una persona con un termometro a infrarossi (o termoscanner) potrebbe danneggiare la ghiandola pineale cancellando la memoria.
Il deputato austriaco Michael Schnedlitz ha inserito un dispositivo per test rapido COVID-19 in mezzo bicchiere trasparente di presunta Coca-Cola che è poi risultata "positiva" al virus, al fine di dimostrare l'inattendibilità dei test rapidi. L'esperimento non ha però alcuna valenza scientifica.
Un video privo di valenza scientifica diventò virale online: per mostrare la presunta inutilità dei tamponi ne venne fatto uno a un kiwi che risultò “positivo” alla COVID-19.
Alcuni kit di test contraffatti, originariamente utilizzati per testare l'HIV e monitorare i livelli di glucosio, sono stati pubblicizzati come diagnosi di COVID-19.
Trattenere il respiro per 10 secondi è stato spacciato per un efficace autotest per la COVID-19. L'OMS ha dichiarato che questo test non funziona e non dovrebbe essere utilizzato.
Il produttore Bodysphere vendette quelli che sosteneva fossero test degli anticorpi della COVID-19. Li ha falsamente commercializzati come se avessero ricevuto l'autorizzazione per l'uso di emergenza della FDA. Ha anche affermato falsamente che erano stati prodotti negli Stati Uniti.

### Terapie per la COVID-19
L'idea secondo cui i positivi alla COVID-19 non debbano assumere ibuprofene proviene da un tweet del Ministro della solidarietà e della salute francese, il quale riportava uno studio su piccola scala che ha evidenziato un peggioramento dei sintomi nei contagiati. La notizia si è diffusa molto rapidamente ma l'OMS e l'EMA hanno smentito la notizia, consigliando ai pazienti che avessero ricevuto una prescrizione di ibuprofene di assumerlo come da indicazioni. È stata smentita anche la falsa credenza secondo cui gli ACE-inibitori potessero aggravare la malattia.
È stato erroneamente sostenuto che i farmaci umifenovir (chiamato in Russia commercialmente Arbidol), favipiravir (commercializzato come Avigan), paracetamolo e gli antibiotici potessero curare il virus.
L'AIFA ha deciso la sospensione dell'autorizzazione all'utilizzo off-label di vari farmaci tra cui Remdesivir, idrossiclorochina, lopinavir/ritonavir e interferone visti gli scarsi risultati. Anche dopo questa decisione alcuni e-commerce hanno continuato a venderli spacciandoli per efficaci.
Sul web è stata diffusa la falsa credenza che bere acqua calda potesse combattere il virus.
Il CNR-Nanotec di Cosenza ha condotto uno studio sulla quercetina, che avrebbe effetti benefici non dimostrati contro la COVID-19. Enrico Bucci, docente alla Temple University di Philadelphia, lo ha definito su Facebook "un composto insolubile e di scarso assorbimento da parte dell'organismo, senza nessuna attività specifica provata contro alcunché".
È stato erroneamente sostenuto che la lattoferrina curasse la COVID-19.
L'idea che le vibrazioni generate dall'applauso durante il coprifuoco di Janata avrebbero ucciso il virus è stata smentita. Amitabh Bachchan è stato pesantemente criticato per uno dei suoi tweet che affermava tale teoria.
Il potenziamento anticorpo-dipendente (ADE) è il fenomeno mediante il quale il sistema immunitario può reagire in modo eccessivo all'introduzione di materiale contro il quale ha già anticorpi. ADE è stato osservato negli studi sugli animali durante lo sviluppo di vaccini contro la COVID-19, ma al 14 dicembre 2020 non erano state osservate incidenze negli studi sui vaccini umani. Tuttavia gli attivisti novax citarono falsamente l'ADE come motivo per evitare la vaccinazione contro COVID-19.
Vari media cinesi nazionali e di partito hanno fortemente pubblicizzato un rapporto del Wuhan Institute of Virology e dello Shanghai Institute of Materia Medica, su come lo shuanghuanglian, una miscela di erbe della medicina tradizionale cinese (MTC), potesse combattere la COVID-19. Il rapporto ha portato a una mania di acquisto di shuanghuanglian. Questa cura non ha riscontri scientifici di efficacia.
Il presidente del Madagascar Andry Rajoelina ha lanciato e promosso nell'aprile 2020 una bevanda a base di erbe di artemisia come cura miracolosa in grado di trattare e prevenire la COVID-19 nonostante la mancanza di prove mediche.
Dopo il primo caso segnalato di COVID-19 in Nigeria il 28 febbraio 2020, cure e trattamenti non testati hanno iniziato a diffondersi tramite piattaforme come WhatsApp.
Sui social si diffuse la falsa idea che fare gargarismi con l'acqua salata uccidesse il virus della COVID-19. L'OMS ha affermato di non avere prove convincenti che questo metodo possa fornire alcuna protezione contro la COVID-19.
Saune calde, asciugacapelli e inalazione di vapore sono state spacciate per cure contro il virus.
Alcuni post sui social media hanno falsamente affermato che la cenere vulcanica dall'eruzione del vulcano Taal il 12 gennaio 2020 nelle Filippine è stata la causa dei bassi tassi di infezione nel paese, affermando che potrebbe uccidere il virus e fosse un "antivirale" con "qualità disinfettanti".
Un'affermazione secondo cui la cannabis proteggesse dalla COVID-19 è apparsa su YouTube, insieme a una petizione per legalizzare la cannabis in Sri Lanka. Le autorità sanitarie dello Sri Lanka hanno sottolineato che non c'erano prove che la cannabis proteggesse dalla COVID-19.
Una pagina web spacciata per un articolo di Fox News affermava anche che l'olio di CBD fosse una potenziale cura.
In Brasile alcune fake news sostenevano che il cloroformio e un farmaco a base di etere loló curassero il virus.
Anche il metanolo, le foglie di betel bollite e l'alcol sono state spacciate per cure contro la COVID-19.
Il famoso chef Pete Evans è stato multato per aver affermato che un dispositivo chiamato BioCharger NG Subtle Energy Platform, del costo di 14.990 dollari, potesse curare il Coronavirus.
Il cloruro di metilene, storicamente utilizzato come sverniciatore, veniva commercializzato su eBay come disinfettante per il Coronavirus. In precedenza era stato bandito dalla US Environmental Protection Agency a causa del rischio di asfissia durante l'uso.
La Andrographis paniculata è stata venduta come in grado di rafforzare il sistema immunitario e alleviare i sintomi del Coronavirus da un sito web thailandese. Pakakrong Kwankao, capo del Centro di prova empirica presso il Chao Phraya Abhaibhubehjr Hospital, e Richard Brown, responsabile del programma per le emergenze sanitarie e la resistenza antimicrobica presso l'Organizzazione mondiale della sanità (OMS) in Thailandia, hanno affermato che non c'erano prove a sostegno di queste affermazioni.
Nelle Filippine la linfa delle Tinospora crispa (Makabuhay) è stata spacciata come un antibiotico contro il Coronavirus quando usato come collirio; è stato anche affermato che il Coronavirus proviene dalla pelle e arriva fino agli occhi. Jaime Purificacion dell'Istituto di medicina erboristica dell'Università delle Filippine ha affermato che mentre c'erano prove del Makabuhay come trattamento per la scabbia, non c'erano prove che fosse utile per il trattamento del Coronavirus e nessuna prova che mettere la linfa negli occhi fosse sicuro. Ha fortemente sconsigliato di mettere la linfa delle piante negli occhi, dicendo che potrebbe essere pericoloso. L'OMS ha affermato che gli antibiotici non uccidono il Coronavirus, poiché uccidono i batteri, non i virus.

#### Assunzione di cocaina
Una notizia diffusasi riguarda l'assunzione della cocaina per via nasale come rimedio per la COVID-19, poiché in questo modo le narici sarebbero state sterilizzate dal virus. In risposta, il Ministro della solidarietà e della salute francese Olivier Véran ha negato la veridicità della questione, e ha invece dichiarato che è una droga nociva. Anche l'OMS ha confermato l'infondatezza del mito.

#### Plasma iperimmune
Sui social è stata diffusa la notizia che il plasma iperimmune dei guariti fosse la cura definitiva per la COVID-19, ma che vi fosse un complotto per impedirne l'utilizzo, per interessi economici legati alla vendita di un futuro vaccino.
Da novembre 2020 alcuni studi scientifici sembrano mostrare che l'utilizzo di plasma iperimmune nei pazienti con forme gravi di COVID-19 non ha effetto clinicamente rilevante.

#### Cure alternative
In diversi blog che promuovono i preparati omeopatici si sostiene una indimostrata correlazione tra questi e il calo dei morti per COVID-19 nello Stato indiano del Kerala.
Il trattamento omeopatico "Arsenicum album" è stato erroneamente descritto come utile per prevenire la COVID-19.
È stato sostenuto erroneamente che il prodotto omeopatico Anti CD 13 potesse combattere la COVID-19.
È stato erroneamente sostenuto sul web che l'aglio potesse combattere la COVID-19.
Vari rivenditori hanno commercializzato prodotti a base di erbe e oli essenziali, dichiarati fraudolenti, per curare o prevenire la COVID-19.
Syahrul Yasin Limpo, ministro indonesiano dell'Agricoltura, e Terawan Agus Putranto, ministro indonesiano della Sanità, hanno sostenuto che una particolare collana all'eucalipto sia in grado di uccidere il virus. Yohanes Wibowo, scienziato indonesiano, ha dichiarato la tesi priva di fondamento.
Alcuni e-commerce hanno spacciato l'olio di origano come cura per il virus; a marzo 2020 su Twitter è comparsa una notizia falsa su una cura a base di kiwi e compresse di vitamina C.
È stato erroneamente sostenuto sul web che la curcuma e lo zenzero potessero combattere la COVID-19 così come anche il mango, il durian, il limone e le cipolle. Anche i peperoncini piccanti, il succo di zucca amara e le foglie di neem (Azadirachta indica) sono stati spacciati come possibile cura.
Si diffuse sul web la falsa idea che il tè fosse efficace contro la COVID-19, secondo cui dal momento che il tè conteneva gli stimolanti metilxantina, teobromina e teofillina fosse in grado di scongiurare il virus. Queste affermazioni sono state erroneamente attribuite al dottor Li Wenliang. Il tè al finocchio (presumibilmente simile al medicinale Tamiflu, inefficace contro la COVID-19, secondo una falsa e-mail attribuita a un direttore d'ospedale) è stato descritto come cura contro il virus in Brasile.
L'affermazione che il gelato curerebbe la COVID-19 è stata erroneamente attribuita all'UNICEF, che ha subito smentito.
Fare sei respiri profondi e poi tossire mentre si copre la bocca è stato fatto falsamente circolare come trattamento per l'infezione da COVID-19 nei social media, anche da celebrità come J. K. Rowling.
In Iraq circolavano voci che la società farmaceutica irachena PiONEER Co. avesse scoperto un trattamento per la COVID-19. Questi rapporti erano vagamente basati su una dichiarazione di PiONEER, che menzionava idrossiclorochina solfato, azitromicina e zitroneer e ha detto che avrebbe cercato di rendere disponibili questi farmaci gratuitamente. La dichiarazione non affermava che questi farmaci potessero curare la COVID-19. La società in seguito ha chiarito di non aver tentato di trovare una cura per la COVID-19 e ha criticato i media per aver diffuso rapporti imprecisi e disinformazione. Due giorni dopo, è stata riportata un'altra falsa notizia secondo cui Samaraa, un'altra azienda farmaceutica irachena, aveva trovato una cura.
È stato anche affermato online che un libro di testo indiano del 1987 elencasse l'aspirina, gli antistaminici e lo spray nasale come trattamenti per la COVID-19 già trentadue anni prima della comparsa del virus. Il libro di testo in realtà parlava dei coronavirus in generale, che sono una famiglia di virus molto ampia, e non nello specifico della COVID-19.
Nell'aprile 2020 si diffusero false affermazioni secondo cui un'iniezione antivirale era stata approvata come cura per la COVID-19 nelle Filippine. I divulgatori di queste affermazioni ricevettero un ordine di cessazione dalla FDA filippina, che ribadì la necessità di testare i trattamenti per essere certi che fossero sicuri. La FDA disse di non aver nemmeno ricevuto la domanda per registrare il trattamento. L'agenzia ha poi proibito l'uso del farmaco non testato e la clinica che lo promuoveva illegalmente ha successivamente chiuso.
Nel giugno 2020, l'Agenzia per la protezione ambientale degli Stati Uniti ha emesso ordini di stop alle vendite ad Amazon.com ed eBay riguardo a beni di terze parti che affermavano falsamente di curare la COVID-19, minacciando multe fino a 20.288 dollari per ogni vendita, anche dopo che entrambe le società avevano provato a rimuovere tali prodotti.
I sostenitori della medicina alternativa Joseph Mercola e Thomas Levy hanno falsamente affermato che l'inalazione di una soluzione di perossido di idrogeno allo 0,5-3% utilizzando un nebulizzatore potrebbe prevenire o curare la COVID-19.
Una ricetta creata da una coppia italiana a base di integratori che promettevano fosse in grado di curare la COVID-19 (il presunto «protocollo medico» di Citozeatec) è stata sequestrata e dichiarata inefficace.

#### Metodi religiosi e magici
I politici indiani Swami Chakrapani e Suman Haripriya hanno affermato che bere urina di mucca e applicare sterco di vacca sul corpo potrebbe curare la COVID-19. Il Dr. Shailendra Saxena della Indian Virological Society ha affermato che non ci sono prove che l'urina di vacca abbia alcun effetto antivirale e che lo sterco di vacca potrebbe trasmettere malattie zoonotiche agli esseri umani. Ad esempio la Giardiasi, l'E. Coli, la salmonellosi e la tubercolosi possono essere trasmesse attraverso la materia fecale bovina.
Il consumo di urina di cammello come curativo contro il Coronavirus è stato raccomandato in Medio Oriente. L'OMS ha dichiarato che non dovrebbe essere bevuta, al fine di evitare di contrarre la COVID-19 correlato alla sindrome respiratoria del Medio Oriente (MERS-CoV).
"Happy Science", un gruppo religioso segreto, vende falsi "vaccini spirituali" per prevenire e curare COVID-19, pubblicizza benedizioni legate al virus a tassi da 100 a oltre 400 dollari e vende DVD e CD a tema COVID-19 delle conferenze di Ryuho Okawa (un ex agente di cambio che il gruppo ritiene essere l'attuale incarnazione della divinità suprema).
L'agenzia di stampa IRNA ha riferito che Abbas Tabrizian, che ha spesso promosso i suoi rimedi come medicina profetica in opposizione alla medicina standard, ha affermato che COVID-19 è la vendetta di Dio contro coloro che lo avevano infastidito. Un mandato d'arresto è stato emesso per Morteza Kohansal, un seguace di Abbas Tabrizian, che ha visitato la sezione COVID-19 di un ospedale in Iran senza indossare indumenti protettivi e ha applicato quello che ha descritto come il "profumo del profeta" ai pazienti colpiti. L'uso della medicina profetica ha indotto alcuni religiosi iraniani a ritardare il trattamento medico standard. L'ayatollah Hashem Bathaie Golpayegani ha annunciato di essersi curato da COVID-19 tre settimane prima di essere ricoverato in ospedale. Morì due giorni dopo.
Alcuni estremisti religiosi in Iran hanno sostenuto che le persone visitino i santuari per essere curati e si sono opposti alla chiusura dei luoghi di pellegrinaggio da parte del governo.
Secondo una ricerca condotta da Ipsos, l'82% delle persone in Pakistan crede che eseguire wudu o abluzioni cinque volte al giorno li proteggerà dal contrarre la COVID-19. Il 67% degli intervistati credeva che il jamaat (una preghiera della congregazione) non potesse diventare una fonte di infezione e il 48% delle persone credeva che stringere la mano non possa infettare nessuno.

### Vaccini contro infezioni da virus SARS-CoV-2 o contro malattia COVID-19 da esso provocata
In data 15 maggio 2021 l'istituto superiore di sanità ha pubblicato un report sulla riduzione di diagnosi, ricoveri e decessi tra i vaccinati contro la COVID-19. Sia il titolo che le note sintetiche, sostituendo il termine "infezione" a quello "diagnosi", alimentano la supposizione non comprovata dell'efficacia dei vaccini ai fini della effettiva prevenzione delle infezioni asintomatiche da SARS-CoV-2 e quindi della circolazione del contagio, presupposto sia scientifico che legislativo delle campagne vaccinali in essere. Nessuna valutazione è riportata nello studio sul fatto che i noti protocolli di diagnosi prevedano normalmente l'effettuazione dei tamponi diagnostici solo in seguito al manifestarsi di sintomi.
Sul web sono presenti fake news sui vaccini anti-COVID-19 sviluppati dalle aziende Pfizer e Moderna. Su Whatsapp è circolato un messaggio fasullo di un presunto volontario che si sarebbe fatto vaccinare come cavia di un vaccino russo e un altro su 15 alunni di una scuola elementare falsamente fatti passare per cavie di un vaccino sperimentale; è diventata virale sul web una falsa notizia che riguardava 5 presunti morti in Ucraina a causa di vaccini testati su 15 persone usate come cavie.
Il vaccino Vaxzevria contro la COVID 19 prodotto da AstraZeneca fu al centro di un caso mediatico per alcuni decessi avvenuti in seguito alla sua somministrazione ed alcune presunte reazioni avverse, citate dal mondo antivaccinista come presunta prova della pericolosità dei vaccini. Non è stato tuttavia trovato nesso di causalità tra i decessi avvenuti e la vaccinazione.
Sul web alcuni, tra cui Gianluigi Nuzzi, hanno sollevato dubbi riguardo a efficacia e sicurezza del vaccino poiché ritengono paradossale che in 30 anni non si sia riusciti a trovare nessun vaccino contro l'HIV e in un solo anno sia stato realizzato quello per la COVID-19: questi dubbi sono scientificamente risolvibili in quanto si tratta di due virus molto diversi, dal momento che l'AIDS colpisce il sistema immunitario compromettendolo, pertanto risulta estremamente difficile sviluppare un vaccino, e muta molto più spesso rispetto al SARS-Cov-2. Gli scettici sostengono che il vaccino sia stato creato "di fretta" per far guadagnare prima possibile le case farmaceutiche, pertanto non sarebbe sicuro. Anche l'ISS ha smentito questa teoria. Inoltre, come specificato dall'EMA (Agenzia Europea per i Medicinali), i tempi di approvazione dei vaccini Pfizer e Moderna sono stati minori rispetto ad altri perché per trovare fondi sufficienti sono state subito coinvolte più aziende e Università, ci sono state minori difficoltà nel trovare volontari rispetto a ricerche meno conosciute, non sono stati necessari studi su colture cellulari ed erano già stati fatti studi su SARS e MERS.
Nonostante queste rassicurazioni, i risultati di una ricerca dell'EngageMinds HUB dell'Università Cattolica fatta ad ottobre 2020 mostrarono che un italiano su due aveva dei grossi dubbi sul vaccino anti-COVID-19.
In diversi articoli sul web viene posta la questione etica sull'uso dei feti per produrre vaccini, dibattito aperto dai movimenti antivaccinisti, già molto prima dell'arrivo della COVID-19 riguardo ai vaccini contro altre malattie.
L'ISS ha smentito alcune notizie false sulla sicurezza ed efficacia dei due vaccini disponibili contro la COVID-19. Sui social circola un video falso sulla presunta morte a causa del vaccino di un'infermiera dell'Alabama. È diventato virale sul web un post che sostiene erroneamente che il vaccino Pfizer avrebbe reso disabili 3000 persone in 5 giorni.
Una volta nati i vaccini contro la Covid 19 sono state ipotizzate molte cure alternative alla vaccinazione, tra cui le cosiddette cure domiciliari, tuttavia prive di validità scientifiche. Anche Giuseppe di Bella (figlio del professor Luigi Di Bella) ha illustrato su Telecolor e Radio Radio Tv una terapia inventata dal padre alternativa ai vaccini contro la Covid 19 di cui non è stata dimostrata alcuna efficacia.
È stata smentita la credenza che il vaccino anti-COVID-19 o il virus stesso potessero essere causa di infertilità. Sono state smentite diverse false notizie secondo cui i vaccini sarebbero pericolosi perché modificherebbero il DNA dei vaccinati; è stato addirittura sostenuto che il vaccino italo-inglese di AstraZeneca trasformasse i vaccinati in scimmie. Circola anche la fake news che il vaccino Pfizer causerebbe la paralisi di Bell.
Alcuni vaccini fasulli si trovano in vendita sul mercato nero nel dark web.
È stata smentita la notizia riportata da LAV apparsa su Twitter che i nuovi vaccini non sarebbero stati creati attuando la sperimentazione animale.
Su Facebook un post ampiamente condiviso affermava nell'aprile 2020 che sette bambini senegalesi erano morti perché avevano ricevuto un vaccino per COVID-19, quando in tale periodo nessun vaccino contro la malattia era ancora stato sintetizzato.
È stato sostenuto erroneamente che Andrea Russi, consigliere comunale di Torino del Movimento 5 Stelle e tecnico radiologo dell'Ospedale San Luigi di Orbassano, fosse andato in coma dopo essersi vaccinato con il preparato Pfizer.
Un volontario della sperimentazione sul vaccino sviluppato da AstraZeneca è morto in Brasile per la COVID-19 e alcune notizie false riportarono che fosse morto a causa del vaccino.
Circolò sul web la notizia falsa di un'infermiera positiva al virus della COVID-19 anche dopo essere stata vaccinata. L'infermiera in questione, un'operatrice del sistema sanitario spagnolo, non era stata vaccinata, ma stava solo somministrando il vaccino.
Altre false notizie sulla inefficacia del vaccino sono circolate dopo che Antonella Franco, direttrice del reparto Malattie Infettive dell'ospedale Umberto I, fu trovata positiva anche dopo il vaccino, così come 240 positivi vennero trovati in Israele subito dopo il vaccino. Tuttavia lei dichiarò che il vaccino in certi casi non impedisce al virus di contagiare ma evita comunque danni gravi che il virus potrebbe causare senza il vaccino. Inoltre il virologo Roberto Burioni affermò che il vaccino non può proteggere prima dei 14 giorni dalla somministrazione, così come sostenuto da altri esperti.
Venne diffusa una falsa immagine di un vaccino Pfizer "Made in China". Si trattava in realtà di un montaggio a scopo umoristico creato e ri-condiviso spacciandolo per vero.
È stato sostenuto erroneamente che padre John M. Fields, sacerdote della Pennsylvania noto per essere uno dei primi volontari del vaccino Moderna, fosse morto a causa del vaccino stesso.
Venne diffusa la falsa notizia della morte di Elisa Granato, la prima volontaria per il vaccino.
Secondo Peter Doshi, editore associato del British Medical Journal su cui ha scritto un articolo di commento (ripreso da molti organi d'informazione) non basato su dati ma su sue opinioni, l'efficacia dei vaccini Moderna e Pfizer sarebbe di molto inferiore a quella dichiarata. La scienziata Annamaria Colao ha criticato l'editoriale di Doshi ritenendolo infondato.
La notizia di alcune morti avvenute dopo le vaccinazioni in Norvegia fece il giro del mondo. Il Data Analyst Alberto Greco sostenne l'infondatezza della correlazione.

### Uso della mascherina
Nel marzo 2020 si è tenuta in Francia una manifestazione di persone vestite da Puffi che, pur non essendo di natura negazionista, ha scatenato polemiche per il mancato rispetto delle norme di distanziamento e dell'uso della mascherina.
Sul web sono diventate virali fake news su presunti danni che farebbe all'organismo l'indossare la mascherina contro il contagio come il cancro e l'infarto che sono state ampiamente smentite.
Al contrario da quanto sostenuto da alcune fake news riguardo ai presunti danni che le mascherine farebbero trattenendo la CO2, intrappolano l'anidride carbonica e rovinando la pelle, uno studio pubblicato sulla rivista dell'American Thoracic Society ha smentito e la Società Italiana di Dermatologia Medica, Chirurgica, Estetica e delle Malattie Sessualmente Trasmesse ha dichiarato che chi soffre di acne, rosacea o altre malattie della cute può indossare la mascherina protettiva senza rischiare fastidi o peggioramenti.
Si è diffuso su Facebook un falso testo che invita le persone a non usare le mascherine perché si rischierebbe di andare in alcalosi e lo svenimento.
Tramite l'errata traduzione di un articolo apparso sul New England Journal of Medicine è stato erroneamente sostenuto che le mascherine siano inefficaci.
È stato pubblicato un post su Facebook da una dottoressa italiana che sosteneva che, in Germania, un bimbo si sarebbe sentito male a causa di un eccesso di anidride carbonica causato dalla mascherina che indossava; a smentire, tramite Twitter, è stata la Polizia della Bassa Franconia.
Ha scatenato allarmismo un servizio del TGR Veneto riguardo ad una analisi su diversi lotti di mascherine chirurgiche sequestrate dalla Guardia di Finanza di Padova dove sarebbero state trovate fino a 2000 parti per milione (ppm) di biossido di titanio, una sostanza che la Francia ha messo al bando, ma ritenuta sicura nel resto dell'Unione europea. In realtà i finanzieri non hanno sequestrato i lotti per via della biossido ma per mancata documentazione. Inoltre il biossido di titanio contenuto nelle mascherine è in quantità irrisoria e non dannosa, infatti lo si usa nei medicinali, nel cibo, nei dentifrici, senza che mai ci siano state segnalazioni da parte dello IARC.
In alcuni esercizi commerciali statunitensi sono stati affissi dei cartelli contro l'uso della mascherina e il distanziamento sociale. In Florida un gruppo di manifestanti "no mask" è entrato in un esercizio Target per mettere in scena una protesta.
È stato erroneamente sostenuto che per evitare il contagio gli uomini non dovessero portare la barba, per un'errata interpretazione di una infografica del Centers for Disease Control and Prevention, che mostrava come indossare correttamente la mascherina sul luogo di lavoro.
Venne diffusa online una falsa notizia secondo cui 10 bambini sarebbero stati ricoverati a Vienna per un'infezione fungina dovuta alla mascherina.
Oltre 34.000 mascherine chirurgiche contraffatte, pubblicizzate come prevenzione della COVID-19, sono state sequestrate da Europol nel marzo 2020.
L'Operazione Pangea, lanciata dall'Interpol, ha sequestrato mascherine contraffatte, disinfettanti per le mani scadenti e farmaci antivirali non autorizzati in oltre 90 paesi, provocando l'arresto di 121 persone.

### Operazione segreta antivaccinista degli Stati Uniti contro la Cina
All'inizio della pandemia il presidente delle Filippine Duterte aveva cercato l'assistenza cinese per i vaccini, allentando le rivendicazioni nel Mar Cinese Meridionale, e migliorando i rapporti fra i due paesi. Per contrastare l'influenza della Cina nelle Filippine, sotto la presidenza di Donald Trump l'esercito statunitense ha condotto un'operazione segreta mirata a diffondere dubbi sulla sicurezza degli aiuti cinesi, in particolare sul vaccino cinese prodotto dalla Sinovac Biotech. Questa campagna di disinformazione ha contribuito alla bassa copertura vaccinale e ad aumentare il tasso di mortalità da COVID-19 nelle Filippine. Esperti sanitari hanno condannato tali azioni, sottolineando il danno arrecato alla fiducia pubblica e alla salute globale. L'operazione prevedeva la creazione di falsi account sui social media che si spacciavano per filippini e diffondevano messaggi anti-vaccini. L'operazione si è estesa ad altre regioni come nel Medio Oriente e Asia centrale come Kazakistan, Kirghizistan e Uzbekistan, dove il Pentagono puntava a intensificare i timori che il vaccino Sinovac contenesse derivati del maiale, e che potessero essere considerati "haram", ovvero proibiti dalla legge islamica.
L'operazione si è conclusa solo a metà del 2021, quando l'amministrazione Biden ha vietato la campagna anti-vaccini.

## Dichiarazioni controverse

### Medici e scienziati
Andrew Wakefield ha sostenuto che la COVID-19 sarebbe una bufala e nessuno dovrebbe vaccinarsi.
Il medico Giulio Tarro ha sostenuto che non si tratta di un'emergenza e che gli asintomatici non sono contagiosi.
L'imprenditore, ingegnere e scienziato indo-americano Shiva Ayyadurai ha assunto posizioni complottiste e negazioniste.
I teorici della cospirazione Judy Mikovits e Rashid Buttar hanno girato due video intitolati Plandemic, prodotti da Mikki Willis, dove promuovono disinformazione sulla pandemia COVID-19. Il primo video è diventato virale, diventando uno dei pezzi più diffusi di disinformazione sul COVID-19. È stato presto rimosso da più piattaforme.
La dottoressa americana Stella Immanuel, già nota per affermazioni pseudoscientifiche, sostenne che si possono curare i pazienti di COVID-19 con l’idrossiclorochina. Essa ricevette apprezzamenti e sostegno da Donald Trump che condivise questa sua teoria. Anche il professor Luigi Cavanna (primario di Oncologia di Piacenza) e Matteo Salvini sostennero l'uso di questo farmaco per la cura della COVID-19 scatenando polemiche.

### Politici
Tra i leader politici considerati negazionisti all'inizio della pandemia vi sono Donald Trump, Jair Bolsonaro, Boris Johnson, Alexander Lukashenko, Jeanc-Claude Karerwa Ndenzako.
Il presidente degli Stati Uniti Donald Trump ha sostenuto erroneamente che la COVID-19 faccia meno vittime della comune influenza.
Carlo Maria Viganò, arcivescovo ed ex ambasciatore del Vaticano negli Stati Uniti, ha sostenuto che il virus è un complotto del deep state, tra i cui scopi quelli di facilitare il Great Reset e contrastare Donald Trump.
Matteo Salvini, segretario del partito politico italiano della Lega Nord, a giugno 2020 ha dichiarato "Perché dovrebbe esserci una seconda ondata? Inutile continuare a terrorizzare le persone". Salvini poi ha dichiarato nel luglio 2020, durante la partecipazione senza mascherina a un convegno critico riguardo alle misure anti-COVID-19 insieme a Vittorio Sgarbi, «La mascherina non ce l'ho e non me la metto».
Angelo Ciocca, eurodeputato della Lega Nord, ha scatenato polemiche dichiarando: "La Lombardia, è un dato di fatto, è il motore di tutto il Paese. Quindi se si ammala un lombardo vale di più che se si ammala una persona di un'altra parte d'Italia. Sì, è un dato di fatto. Se si ammala un lombardo, economicamente, da imprenditori, vale di più rispetto a un laziale".
Il movimento dei "Gilet arancioni" fondato e guidato dall'ex generale dei Carabinieri Antonio Pappalardo ha organizzato alcune manifestazioni negazioniste.
Hanno espresso dichiarazioni contro la pericolosità del virus anche il consigliere della Regione Lazio Davide Barillari, la deputata ex Movimento Cinque Stelle Sara Cunial e Alessandro Meluzzi.
Il presidente del Brasile Jair Bolsonaro è stato criticato per affermazioni ironiche e contrarie al vaccino Pfizer.
Il commissario per la sanità calabrese Giuseppe Zuccatelli si è dimesso nel novembre 2020 in seguito ad affermazioni sull'inutilità delle mascherine fatte tempo prima in un video finito in rete.
Il politico e imprenditore statunitense Herman Cain si è dichiarato "no mask" poco prima di morire proprio di COVID-19.
Il 29 febbraio 2020, a seguito dell'isolamento di un ceppo virale detto "italiano" da parte del laboratorio dell'Ospedale Sacco di Milano, Vincenzo D'Anna scatenò polemiche per alcune dichiarazioni tra cui " [...]  Quest'ultimo [il virus della COVID-19] poco più che un virus para-influenzale.  [...]  Ne escono male le istituzioni sanitarie statali troppi asservite al conformismo, il silenzio di migliaia di scienziati, ricercatori ed accademici."
In un video sul web Dolores Cahill, presidente del partito politico irlandese di estrema destra Irish Freedom Partye, esprime una serie di affermazioni infondate che mettono in relazione i vaccini antinfluenzali alla COVID-19 dei cani e scoraggiano il distanziamento sociale, poiché a suo dire solo attraverso i contatti sociali la popolazione sarebbe in grado di immunizzarsi.
Alcune figure conservatrici negli Stati Uniti, come Richard Epstein, minimizzarono la portata della pandemia dicendo che fosse parte di uno sforzo per danneggiare il presidente Trump.
Nel dicembre 2020, il politico americano Ron Johnson ha utilizzato un'audizione al Senato per promuovere teorie indimostrate sulla COVID-19. Tra i testimoni c'era Pierre Kory, un medico polmonare e di terapia intensiva, che erroneamente descrisse l'ivermectina come "miracolosa" contro COVID-19. Le riprese video delle sue dichiarazioni sono diventate virali sui social media, ricevendo oltre un milione di visualizzazioni. Anche David Gorski ha sostenuto questa infondata teoria.
Alcuni sostenitori di QAnon, tra cui Jordan Sather, hanno promosso i gargarismi "Miracle Mineral Supplement" (in realtà il biossido di cloro, una sostanza chimica utilizzata da alcune industrie come candeggina che può causare reazioni pericolose per la vita e persino la morte) come un modo per prevenire o curare la malattia. La Food and Drug Administration ha avvertito più volte che bere MMS è pericoloso.
Gianfranco Librandi, politico lombardo di origini meridionali, scatenò polemiche per la frase "Noi calabresi resistiamo meglio al virus perché siamo africani bianchi".
Il Comune di Bergamo querelò la consigliera leghista Eleonora Leoncini, che disse di ritenere una fake news la notizia secondo cui vi erano molti camion che portavano via le bare con i morti di COVID-19 da Bergamo.
In Olanda è stato fondato il movimento negazionista Viruswaanzin, per iniziativa di Willem Engel.

### Personaggi famosi
I musicisti Ian Brown e Van Morrison hanno criticato le misure anti-COVID-19 e pubblicato brani contro il lockdown; Brown ha anche sostenuto che la pandemia è stata "pianificata e progettata per renderci schiavi digitali".
L'Associazione Patto Trasversale per la Scienza ha denunciato il ricercatore Stefano Montanari per alcune dichiarazioni complottiste rilasciate in un'intervista a ByoBlu e Vittorio Sgarbi per alcune dichiarazioni negazioniste in un video su YouTube.
Madonna ha pubblicato un video su Instagram (poi censurato dallo stesso social media) in cui si vedevano una serie di medici che promuovevano l'uso dell'idrossiclorochina contro la COVID-19 (pratica poi dichiarata inefficace) accompagnato da una didascalia in cui la cantante sosteneva che il vaccino «è disponibile da mesi, ma c’è qualcuno che lo tiene nascosto per arricchirsi».
Il tennista Novak Djokovic si è detto contrario all'obbligatorietà di un futuro vaccino contro il Coronavirus e ha suscitato polemiche per il mancato rispetto del distanziamento sociale e per lo scarso utilizzo dei dispositivi di protezione durante un torneo di beneficenza.
L'imprenditore Elon Musk ha espresso dichiarazioni contrarie alle misure di restrizione e che minimizzano la pericolosità della COVID-19 ed ha falsamente affermato che "I bambini sono essenzialmente immuni". Inoltre ha dichiarato di essere contrario al vaccino contro la COVID-19.
Domenico Guzzini, presidente di Confindustria Macerata, si è dimesso per la frase "Le persone sono stanche e vorrebbero venirne fuori, anche se qualcuno morirà pazienza".
Il filosofo e professore universitario Paolo Becchi ha affermato "L’avete ora capito che il virus è solo il cavallo di Troia per cambiare le nostre vite?"
Il cantante Andrea Bocelli ha sostenuto affermazioni contrarie al lock-down, per le quali ha poi pubblicamente chiesto scusa.
Il cantante Miguel Bosé è stato bloccato temporaneamente dal social Twitter per aver diffuso dichiarazioni e fake news negazioniste.
Nell'agosto 2020 Thomas Berthold era presente alla protesta organizzata dall'associazione «Iniziative Querdenken» (iniziativa pensiero trasversale) e ha tenuto un discorso a Stoccarda nel quale ha chiesto al governo di ritirare le misure anti-COVID-19.
Il film negazionista "Hold Up", realizzato da Pierre Barnérias, che sposa la tesi secondo cui la COVID-19 sia un complotto organizzato dal governo e dai media è uscito in Francia nel novembre 2020. È stato sostenuto anche da Sophie Marceau e Juliette Binoche, la quale ha affermato «Sono operazioni organizzate da gruppi finanziari internazionali (principalmente americani), da tempo. Sono dei manipolatori (e non lo dico per paranoia!): i vaccini che stanno preparando ne fanno parte. Mettere a tutti un chip sotto la pelle: no! No alle operazioni di Bill Gates, no al 5G».
La soubrette Heather Parisi ha scatenato polemiche dopo la dichiarazione su Instagram "Io e la mia famiglia non faremo il vaccino perché è fuori di dubbio che si tratta di un vaccino sperimentale di cui non si hanno avuto modo di vedere gli effetti nel breve, nel medio e nel lungo periodo".
L'attrice Eleonora Brigliadori ha scatenato polemiche per dichiarazioni contro il vaccino anti-COVID-19.
Il cantautore Noel Gallagher si è dichiarato contrario all'uso della mascherina.
L'attore italiano Massimo Boldi ha scatenato polemiche per aver scritto sui social "Il popolo ha paura, teme la fine di un mondo a loro perfetto così come l’hanno conosciuto, non vogliono tapparsi la bocca con mascherine da Pecos Bill".
L'attore Enrico Montesano ha sostenuto che la mascherina come protezione contro il diffondersi del virus è "inutile e dannosa".
Sono state falsamente attribuite sui social alcune frasi sgradevoli sulla COVID-19 a Enrico Mentana ed Enrico Rossi.
Il dietologo Adriano Panzironi ha sostenuto teorie sulle vitamine C e D, e l'Agcom ha bloccato per 6 mesi due canali TV che trasmettevano le sue teorie alimentari (il canale 880 SAT e il canale 61 DTT) per aver "messo in pericolo la salute degli utenti".
L'attrice Kirstie Alley è stata accusata dalla CNN di minimizzare la pandemia di COVID-19 dopo che lei aveva criticato l'emittente di indurre le persone a "vivere nel terrore".
In un'intervista a Telecolor Giuseppe Di Bella ha sostenuto senza basi scientifiche che la clorochina, il metodo inventato dal padre Luigi Di Bella e il lisozima siano efficaci contro la COVID-19. Inoltre ha affermato “280 milioni degli italiani per un vaccino inutile alla prima mutazione del virus”.
Nel febbraio 2020, il televangelista Jim Bakker ha promosso una soluzione di argento colloidale, venduta sul suo sito web, come rimedio per la COVID-19. La naturopata Sherrill Sellman, ospite del suo programma, ha affermato falsamente che "non è stato testato su questo ceppo di Coronavirus, ma è stato testato su altri ceppi di coronavirus ed è stato in grado di eliminarlo entro 12 ore". La Food and Drug Administration degli Stati Uniti e l'ufficio del Procuratore generale di New York emanarono ordini di cessazione e desistenza contro Bakker, che fu citato in giudizio dallo stato del Missouri.
Il guru dello yoga Ramdev ha affermato che si può curare la COVID-19 versando olio di senape nel naso e facendo fluire il virus nello stomaco dove verrebbe distrutto dall'acido gastrico. Ha anche affermato che se una persona trattiene il respiro per un minuto, significa che non soffre di alcun tipo di COVID-19, sintomatico o asintomatico. Entrambe queste affermazioni sono state ritenute false.
Il telepredicatore Kenneth Copeland ha falsamente affermato su Victory Channel durante un programma chiamato "Standing Against Coronavirus" che potesse curare i telespettatori malati di COVID-19 direttamente dallo studio televisivo toccando lo schermo.
La cantante e conduttrice televisiva Iva Zanicchi dichiarò che il governo italiano sapeva già a settembre 2019 dell'arrivo della COVID-19.
L'attore Luca Barbareschi affermò: “I numeri sul Covid non tornano. E il vero vincitore della pandemia sarà Big Pharma”.
Ha scatenato polemiche la dichiarazione di Guido Bertolaso, ex capo della Protezione Civile italiana, in un'intervista a Libero: «Un ospedale con 100 malati di Covid in reparto riceve dalla propria Regione, e quindi dallo Stato, 200.000 euro quotidiani».
Il televangelista Pat Robertson e il Patriarca Filaret affermarono che l'aborto e il matrimonio omosessuale fossero in parte responsabili della COVID-19 in quanto esso sarebbe un "castigo divino" contro queste due leggi presenti in gran parte del mondo.
La modella Elle Macpherson, compagna di Andrew Wakefield, dichiarò a proposito del vaccino contro la COVID-19 che «Non vaccinarsi è sacro e divino» scatenando polemiche.
Massimo Cacciari e Carlo Freccero sostennero che la situazione sanitaria fosse migliore rispetto a prima che scoppiasse la pandemia.
L'autore Stefano Scoglio diede scalpore per aver esternato teorie negazioniste e antivacciniste pubblicando un libro intitolato Apandemia
In occasione della programmazione di una manifestazione negazionista svoltasi nel settembre 2020, vengono riportati gli annunci di una volontà di parteciparvi di Alessandro Meluzzi (opinionista e psichiatra), Carlo Taormina (avvocato), Povia (cantautore), Diego Fusaro (filosofo). Povia ha smentito dicendo di prendere le distanze dalle idee dei partecipanti alla manifestazione.
La scrittrice, complottista e ex medico Silvana De Mari definì il Covid "innocuo" (dando la colpa delle morti ai medici) e il vaccino uno "stupro farmacologico" con "regie occulte".
Il rapper americano Ice Cube ha dichiarato di aver rinunciato a 9 milioni di dollari perché non aveva fatto il vaccino.
L'ex anchorman della Fox News Tucker Carlson ha contribuito a diffondere, dal suo popolare programma serale, false informazioni sugli effetti dei vaccini anti-covid, sulla presunta dannosità delle mascherine, sull'efficacia del farmaco veterinario ivermectina